# Мустафа Зеґба
Мустафа Зеґба (араб. مصطفى زغبة, нар. 21 листопада 1990, Мсіла) — алжирський футболіст, воротар саудівського клубу «Дамак».
Виступав, зокрема, за клуби «кальчіо Мсіла» та «Аль-Вахда» (Мекка), а також національну збірну Алжиру.

## Клубна кар'єра
У дорослому футболі дебютував 2010 року виступами за команду «Мсіла», в якій провів один сезон. 
Своєю грою за цю команду привернув увагу представників тренерського штабу клубу «Ель-Еульма», до складу якого приєднався 2011 року. Відіграв за команду Ель-Еулми наступні два сезони своєї ігрової кар'єри.
У 2013 році уклав контракт з клубом «Амаль Бу Саада», у складі якого провів наступні два роки своєї кар'єри гравця. 
З 2015 року два сезони захищав кольори клубу «УСМ Ель-Харраш». Відзначався досить високою надійністю, пропускаючи в іграх чемпіонату в середньому менше одного гола за матч.
З 2017 року два сезони захищав кольори клубу «ЕС Сетіф». Більшість часу, проведеного у складі «ЕС Сетіфа», був основним голкіпером команди. В матчах за клуб «ЕС Сетіф» також не дозволяв суперникам забивати у свої ворота в середньому більше одного гола за гру.
З 2019 року один сезон захищав кольори клубу «Аль-Вахда» (Мекка). 
До складу клубу «Дамак» приєднався 2020 року. Станом на 3 жовтня 2022 року відіграв за саудівську команду 68 матчів у національному чемпіонаті.

## Виступи за збірну
У 2018 році дебютував в офіційних матчах у складі національної збірної Алжиру.
У складі збірної був учасником Кубка африканських націй 2021 року у Камеруні.
| Дата       | Місто             | Господарі | Результат | Гості   | Турнір                                  | Голи | Примітки |
| ---------- | ----------------- | --------- | --------- | ------- | --------------------------------------- | ---- | -------- |
| 27-12-2018 | Доха              | Катар     | 0 – 1     | Алжир   | товариський матч                        | -    | 46'      |
| 4-12-2021  | Ель-Вакра (місто) | Ліван     | 0 – 2     | Алжир   | Кубок Арабії FIFA 2021 - 1-й етап       | -    |          |
| 9-6-2022   | Алжир (місто)     | Алжир     | 2 – 0     | Уганда  | Відбір до Кубка африканських націй 2023 | -    |          |
| 23-9-2022  | Бір-ель-Джір      | Алжир     | 1 – 0     | Гвінея  | товариський матч                        | -    |          |
| 27-9-2022  | Бір-ель-Джір      | Алжир     | 2 – 1     | Нігерія | товариський матч                        | -1   |          |
| Усього     |                   | Матчів    | 5         |         | Голів                                   | ?    |          |